# Plays Metallica by Four Cellos
Plays Metallica by Four Cellos ist das Debütalbum der finnischen Cello-Rockband Apocalyptica. Es erschien 1996 beim Musiklabel Mercury Records und wird gelegentlich dem Metal zugerechnet. Sie selbst bevorzugen den Titel Cello Rock.

## Entstehungsgeschichte
Eicca Toppinen, Paavo Lötjönen, Max Lilja und Antero Manninen lernten sich auf der Sibelius-Akademie in Helsinki kennen und entschieden sich, Lieder ihrer Lieblingsband Metallica auf dem klassischen Musikinstrument Cello zu spielen. Als Prüfung an der Akademie wählten sie daraus vier Stücke aus. Kari Hynninen, Chef einer kleinen Plattenfirma in Finnland, war bei einem ihrer Konzerte anwesend und wollte die Band unter Vertrag nehmen. Aufgrund von Geldmangel konnten Apocalyptica nur in den frühen Morgen- bzw. späten Abendstunden das Studio benutzen. Die Plattenfirma Mercury Records, bei der auch Metallica unter Vertrag waren, zeigte Interesse an der Band und sorgte für einen weltweiten Vertrieb des Debütalbums. Alle Songs stammen im Original von der Band Metallica. Das Album verkaufte sich weltweit 350.000 Mal und zog das Interesse der Metalszene auf die Band.

## Titelliste
1. Enter Sandman – 3:42
2. Master of Puppets – 7:15
3. Harvester of Sorrow – 6:14
4. The Unforgiven – 5:21
5. Sad but True – 4:48
6. Creeping Death – 5:06
7. Wherever I May Roam – 6:09
8. Welcome Home (Sanitarium) – 5:50
9. Battery – 4:32 (Bonus-Track – Remastered Version)
10. Nothing Else Matters – 4:49 (Bonus-Track – Remastered Version)
11. Seek and Destroy – 4:25 (Bonus-Track – Remastered Version)

## 20 Jahre Remastered Edition
Im Jahr 2016 erschien die Remastered Version des Albums mit drei Bonustracks.